# إيما بارمي
إيما بارمي (بالإنجليزية: Emma Parmee)‏ هي عالمة كيمياء بريطانية وباحثة لها براءات اختراع لعدة عقاقير. وكانت واحدة من الباحثين الرئيسين في تطوير عقار سيتاغلبتين وحصلت على جائزة توماس إديسون لبراءات الاختراع عام 2007 وميدالية جوردن موور لمجتمع صناعات المواد الكيميائية عام 2009 لمساهماتها.

## السيرة الذاتية
ولدت إيما ريتشيل بارمي في المملكة المتحدة، وحصلت على البكالوريوس والدكتوراة في الكيمياء من جامعة أوكسفورد. أكملت إيما أطروحتها عام 1990 ومنحت زمالة ما بعد الدكتوراة من الناتو. ثم انتقلت إلى الولايات المتحدة لإكمال أعمال ما بعد الدكتوراة في معهد ماساتشوستس للتكنولوجيا، ودرست تحفيز التخليق الانتقائي التماثلي لتفاعلات ألدول. أنهت بحث بعد الدكتوراة عام 1992 والتحقت بميرك آند كو.
وفي عام 2006، كانت إيما واحدة من المحققين الرئيسين في اكتشاف السيتاغلبتين (سمي تجاريًا "جانوفيا (بالإنجليزية: Januvia)‏" بواسطة شركة ميرك). استخدم العقار لعلاج سكري النمط الثاني موفرًا فوائد خفض الجلوكوز بدون الآثار الجانبية لبعض العلاجات السابقة. تم تقدير جهوجها من خلال منحها جائزة توماس أديسون لبراءات الاختراع من قبل مجلس البحوث والتنمية في ولاية نيو جيرسي وبري غيليان عن علم الغدد الصماء عام 2007 وميدالية غوردن مور من مجتمع صناعات المواد الكيميائية. وفي عام 2010، تركت إيما معملها في راواي في نيوجيرسي واتجهت إلى ويست بوينت في بنسلفانيا حيث عملت كقائدة موقع للاكتشافات الكيميائية حتى عام 2013. تم ترقيتها بعد ذلك لتصبح نائب الرئيس ورئيسة قسم الكيمياء الاستكشافية. وعملت أيضًا كرئيس مشترك لمجلس الاكتشافات المبكرة في معامل ميرك للأبحاث. كتبت إيما أكثر من 40 ورقة بحثية وحصلت على أكثر من 30 براءة اختراع أمريكية عن أعمالها. تعيش إيما مع زوجها وابنها وابنتها.

## أعمال مختارة
- Karim، Sufia؛ Parmee، Emma R؛ Thomas، Eric J (مايو 1991). "Milbemycin synthesis: synthesis of 6β-hydroxy-3,4-dihydromilbemycin E". Tetrahedron Letters. ج. 32 ع. 20: 2269–2272. DOI:10.1016/s0040-4039(00)79699-7.
- Parmee، Emma R؛ Ok، Hyun O؛ Candelore، Mari R؛ وآخرون (1998). "Discovery of L-755,507: A subnanomolar human β 3 adrenergic receptor agonist". Bioorganic & Medicinal Chemistry Letters. ج. 8 ع. 9: 1107–1112. DOI:10.1016/s0960-894x(98)00170-x. {{استشهاد بدورية محكمة}}: Explicit use of et al. in: |الأول3= (مساعدة)
- Parmee، Emma R؛ Naylor، Elizabeth M؛ Perkins، Leroy؛ وآخرون (1999). "Human β 3 adrenergic receptor agonists containing cyclic ureidobenzenesulfonamides". Bioorganic & Medicinal Chemistry Letters. ج. 9 ع. 5: 749–754. DOI:10.1016/s0960-894x(99)00073-6. {{استشهاد بدورية محكمة}}: Explicit use of et al. in: |الأول3= (مساعدة)
- Parmee، Emma R؛ Naylor، Elizabeth M؛ Perkins، Leroy؛ وآخرون (1999). "Human β 3 adrenergic receptor agonists containing cyclic ureidobenzenesulfonamides". Bioorganic & Medicinal Chemistry Letters. ج. 9 ع. 5: 749–754. DOI:10.1016/s0960-894x(99)00073-6. {{استشهاد بدورية محكمة}}: Explicit use of et al. in: |الأول3= (مساعدة)
- Mastracchio، Anthony؛ Parmee، Emma R؛ Leiting، Barbara؛ وآخرون (مايو 2004). "Heterocycle-Fused Cyclohexylglycine Derivatives as Novel Dipeptidyl Peptidase-IV Inhibitors". ChemInform. ج. 35 ع. 20. DOI:10.1002/chin.200420183. {{استشهاد بدورية محكمة}}: Explicit use of et al. in: |الأول3= (مساعدة)
- Parmee، Emma R.؛ Sinharoy، Ranabir؛ Xu، Feng؛ Givand، Jeffrey C.؛ Rosen، Lawrence A. (2012). "Discovery and Development Of The DPP-4 Inhibitor Januvia™ (Sita-Gliptin)". Case Studies in Modern Drug Discovery and Development. DOI:10.1002/9781118219683.ch2.

## روابط خارجية
- مؤلفاتها على WorldCat
- قائمة مؤلفاتها في موقع جامعة لانكستر